# Туркеве
Туркеве (венг. Túrkeve) — город в медье Яс-Надькун-Сольнок в Северном Альфёльде Венгрии, на реке Баркэу.
Согласно переписи 2017 года, общая численность населения Туркеве составляла 8462 человека, из которых 87,8 % были венгры и 2,4 % — цыгане. Туреве — один из наименее религиозных городов Венгрии: 56,7 % населения нерелигиозные, 17,9 % — венгерские реформаторы (кальвинисты) и 4,4 % — католики.
Уроженцами города являются братья-кинематографисты — Александр Корда, Золтан Корда и Винсент Корд.
На гражданском кладбище, расположенном на въезде в город со стороны города Сольнок, расположено захоронение 28 неизвестных советских солдат, погибших в боях за Венгрию.

## Население
| Год  | Численность | Численность |
| ---- | ----------- | ----------- |
| 2013 | 8869        | [ 5 ]       |
| 2014 | 8749        | [ 6 ]       |
| 2017 | 8462        | [ 7 ]       |
| 2021 | 8146        | [ 8 ]       |
| 2022 | 7868        | [ 9 ]       |
| 2023 | 7859        | [ 10 ]      |
| 2024 | 7789        | [ 1 ]       |

## Города-побратимы
- Мезёхедьеш, Венгрия
- Ошель, Франция (2003)[11]
- Салонта, Румыния